# 高橋"Jr."知治
高橋 "Jr." 知治 （たかはし じゅにあ ともはる、1968年11月16日 - ）は、日本のミュージシャン。ベーシスト。　

## 人物
Jungapop、三宅伸治Band、FBM、などに在籍中
サポートベーシストとして、ウルフルズ、相川七瀬、See-Saw、FictionJunction、Kalafina、三宅伸治、阿部義晴など数々のアーティストに参加経験あり。

## 来歴
- 1968年 - イタリア ミラノで生まれる
- 1991年 - "The Rocks"としてメジャーデビュー。デビュー曲は「思い出かきまわしても」（井筒和幸監督作「東方見聞録」のテーマ曲）。
- 1992年 - アルバム「名前もない道の上で」発売
- 1994年 - "Girl U Need"としてメジャーデビュー。
- 1996年 - "JUNGA POPに加入。
- 2004年 - 三宅伸治BAND（三宅伸治、高橋"Jr."知治、大島賢治）活動開始
- 2006年 - GIBIER du MARIでメジャーデビュー。
- 2007年4月 - “氣志團四天王Presents”「春のぽっかぽかツアー2007 NEET NEET NEET～あいつら100%伝説」に西園寺瞳のユニット、Tommy&The Bonjaskys として参加。
- 2007年5月 - 三宅伸治「BLUES'N ROLL」発売記念ツアー、三宅伸治BAND（三宅伸治、高橋"Jr."知治、大島賢治、NAOH、厚見玲衣、渡辺隆雄）
- 2007年7月 - 「夏木マリ L×4 Linda Linda Love Live」ツアー（GIBIER du MARI）
- 2007年7月 - JUNGA POP、初関西ツアー
- 2008年11月 - 氣志團のギタリスト、西園寺瞳のソロユニット「Tommy & The Bonjaskys」が、ミニアルバム「We are The Bonjaskys!」をUK PROJECTより発売。
- 2013年7月 - Jungapop　４枚目にアルバム  Honkey Zill
- 2014年 - 三宅伸治Band、Jungapop、FictionJunction、Kalafina、FBM、で活動中
- 2014年 - 三宅伸治Band「SLAVE」発売
- 2018年 - JUNGAPOPベスト盤「Best 1997〜2018」発売
- 2018年 - 自身初のソロアルバム「これからも」発売

## メンバー

### JUNGAPOP
- 坂口良治 (Dr)
- 尾上一平(Vo)
- 高橋"Jr."知治 (Bass)
- 蓑輪単志 (Key)
- 是永巧一 (Gt)

### 三宅伸治BAND
- 三宅伸治（Vo/Gu）
- 高橋"Jr."知治(Bass)
- 大島賢治（Dr）

## ディスコグラフィ

### アルバム
- 「名前もない道の上で」（The Rocks/1992年06月25日） ASIN: B000UV2GG0
- 「THE BASS & GROOVE」（2005年12月16日） ASIN: B000BX4CNC
- 「ジビエドマリ」（GIBIER du MARI/2006年03月15日） ASIN: B000E42PLE
- 「ジビエドマリ 2」（GIBIER du MARI/2007年07月18日） ASIN: B000QEIVD8

### シングル
- 「思い出かきまわしても」（The Rocks/1992年05月25日）
- 「リンダ リンダ」（GIBIER du MARI/2007年05月16日）
- 「Blues」（GIBIER du MARI/2006年03月01日）

### 映画
マネーざんすっ La paume〜ひよこと百円君（音楽）